# علي سالم (رجل أعمال)
علي محمد سالم هو رجل أعمال بارز في الخليج، يضع خدمة الوطن والمواطنين هدفاً يسعى إليه في جميع الأعمال والمشاريع الخيرية، ويؤمن بأن القوانين الإماراتية توفر بيئة جاذبة للاستثمارات، وأرضاً خصبة لتسجيل النجاحات.
إنه رئيس مجلس إدارة شركة فاست تيليكوم علي محمد سالم، الذي انخرط في عالم الاستثمارات، وأثبت نجاحاً في كل الميادين التجارية التي دخل فيها
فاست تيليكوم جروب التي أصبحت في فترة بسيطة من أكثر الشركات الرائدة في الشرق الأوسط، إضافة إلى ما يزيد على خمس عشرة شركة ذات مسؤولية محدودة، تتخصص في مجال الاتصالات والإلكترونيات.
مشارك قوي في دعم التوطين باعتباره نوعاً من رد الجميل للوطن، وله إسهامات مجتمعية عديدة في مؤسسات التنمية الاجتماعية، ووزارة الثقافة والشباب، ومجالس سيدات الأعمال، إلى جانب الجمعيات الخيرية.
ويؤمن بأهمية الدور الذي يؤديه الأفراد، إلى جانب المؤسسات والجهات الحكومية، لدعم عجلة التنمية والتقدم الذي أحرزته الإمارات، ما دفعه للمشاركة في حملة دبي للعطاء، ورعاية المؤتمر الخليجي.
أسهم في ترميم ستة عشر مسكناً، كانت مهددة بالسقوط، لمواطنين بإشراف بلدية عجمان، إضافة إلى مساعدة نزلاء المؤسسة العقابية والإصلاحية ممن تعثروا مادياً، على الخروج والانخراط في المجتمع.
يحرص على دعم مشاريع صندوق الزكاة، والإصدارات الثقافية التي تعزز الهوية الوطنية الإماراتية، ويعمل على نشر الوعي المجتمعي وخصوصاً بين الشباب، إيماناً منه بأهمية دور هذه الفئة في رفعة علم الإمارات في المحافل الدولية كافة.

## وصلات خارجية
- موقع شركة فاست تيليكوم